# Playa Lobería
Der Playa Lobería (spanisch für Robbenstrand) ist ein 175 m langer Strand im Norden der Livingston-Insel im Archipel der Südlichen Shetlandinseln. Auf der Westseite des Kap Shirreff am nördlichen Ausläufer der Johannes-Paul-II.-Halbinsel liegt er unmittelbar nordöstlich des Punta Doris.
Wissenschaftler der 45. Chilenischen Antarktisexpedition (1990–1991) benannten ihn nach dem Umstand, dass sich hier die größte Robbenkolonie am Kap Shirreff befindet.